# 부룬디 왕국
부룬디 왕국(프랑스어: Royaume du Burundi)은 1962년에 독립하여 1966년에 군주제가 폐지되어 공화국이 된 부룬디의 옛 국호이다. 수도를 부줌부라로 정하였고, 마지막 국가원수는 므왐부차 4세(재위 1915-1966)였다.